# Екін Коч
Ісмет Екін Коч (тур. Ismet Ekin Koç; нар. 21 червня 1992, Анталія, Туреччина) — турецький актор. Відомий роллю султана Ахмеда I, яку він зіграв у серіалі «Величне століття. Нова володарка».

## Біографія
Екін народився 21 червня 1992 року в провінційному місті Манавґат, що розташоване неподалік Анталії. 
 Його батьки не пов'язані з кінематографом. Батько Вехбі- працівник у сфері туризму, а мати Сефік — працівник банку. 
 Після закінчення школи вступив до одного із стамбульських університетів, де навчався на факультеті фінансів та економіки. 
 У вільний від навчання час брав уроки англійської мови та сценічної майстерності. 
 Також підпрацьовував моделлю. Згодом його фогографії помітили представники кіноіндустрії.

## Кар'єра
Свою першу роль Коч отримав шляхом випадкових акторських проб. Його фільмографія розпочинається із серіалу «Я відкрию тобі таємницю». В ньому Екін знімався з акторкою Демет Оздемір. Успіх у цьому проекті призвів до того, що актор отримав головну роль султана Ахмеда  у серіалі «Величне століття. Нова володарка».
 В 2016 отримав премію Садрі Алишік в номінації «Найуспішніший кіноактор року». Знімався також в таких проектах як «Нащадки», та «Все, що мені залишилось від тебе». Партнеркою по останньому була відома акторка Несліхан Атагюль. 
 В 2015 знявся у повнометражному фільмі «Алі та Ніно». Ще однією роботою актора став серіал «Марал». В ньому він зіграв головну роль, а його партнерами зі зйомок були Арас Булут Ійнемлі, Хазал Кая та відомий актор Халіт Ергенч.

## Фільмографія
- 2013—2014 — "Я відкрию тобі таємницю"
- 2014 — «Мене звати Гультепе»
- 2015 — «Все, що мені залишилось від тебе»
- 2015 — "Алі та Ніно"
- 2015—2016 «Величне століття. Нова володарка»
- 2017 — "Сім облич"
- 2017 — "Секрети життя"
- 2017 — Hayat Sırları
- 2018 — Bizim İçin Şampiyon
- 2018 — Bozkır
- 2019  — Спадщина
- 2020 — Uyanış: Büyük Selçuklu
- 2021 — Okul Tıraşı
- 2021 — Три куруша
- 2024 — Камінь ножиці папір